# Lekkoatletyka na Letnich Igrzyskach Olimpijskich 1968 – sztafeta 4 × 400 m mężczyzn
Sztafetę 4 × 400 metrów mężczyzn podczas XIX Letnich Igrzysk Olimpijskich w Meksyku rozegrano  19 (eliminacje) i 20 października 1968 (finał) na Estadio Olímpico Universitario. Zwycięzcą została sztafeta Stanów Zjednoczonych, która biegła w składzie: Vincent Matthews, Ron Freeman, Larry James i Lee Evans. Ustanowiła ona w finale rekord świata wynikiem 2:56,1. Rekord ten został wyrównany w 1988, a poprawiony w 1992.

## Rekordy
|                   | reprezentacja     | zawodnicy                                                  | czas   | data                      | miejsce     |
| ----------------- | ----------------- | ---------------------------------------------------------- | ------ | ------------------------- | ----------- |
| Rekord świata     | Stany Zjednoczone | Robert Frey, Lee Evans, Tommie Smith, Theron Lewis         | 2:59,6 | 24 lipca 1966(dts)        | Los Angeles |
| Rekord olimpijski | Stany Zjednoczone | Ollan Cassell, Michael Larrabee, Ulis Williams, Henry Carr | 3:00,7 | 21 października 1964(dts) | Tokio       |

## Wyniki
| Poz. - pozycja |
| – rekord świata \| – rekord krajowy \| – rekord życiowy \| = – wyrównany rekord życiowy \| · – najlepszy wynik w sezonie \| = – wyrównany najlepszy wynik w sezonie \| – rekord olimpijski |
| Fn – falstart \| DNF – nie ukończyła \| DNS – nie wystartowała \| DSQ – zdyskwalifikowana                                                                                                  |

### Eliminacje
16 sztafet przystąpiło do biegów eliminacyjnych. Rozegrano trzy biegi. Do finału awansowały po dwie najlepsze sztafety w każdym biegu (Q) oraz dwie z najlepszymi czasami spośród pozostałych (q).

#### Bieg 1
| Poz. | Państwo           | Zawodnicy                                                      | Rezultat | Uwagi |
| ---- | ----------------- | -------------------------------------------------------------- | -------- | ----- |
| 1    | Stany Zjednoczone | Vincent Matthews, Ron Freeman, Larry James, Lee Evans          | 3:00,7   | Q, =  |
| 2    | Kenia             | Charles Asati, Munyoro Nyamau, Naftali Bon, Daniel Rudisha     | 3:00,8   | Q     |
| 3    | Włochy            | Sergio Ottolina, Giacomo Puosi, Furio Fusi, Sergio Bello       | 3:04,8   | q,    |
| 4    | NRD               | Hartmut Schwabe, Dieter Fromm, Wolfgang Müller, Michael Zerbes | 3:06,9   |       |
| 5    | Dominikana        | Rolando Gómez, José L’Oficial, Radhamés Mora, David Soriano    | 3:19,4   |       |

#### Bieg 2
| Poz. | Państwo         | Zawodnicy                                                           | Rezultat | Uwagi |
| ---- | --------------- | ------------------------------------------------------------------- | -------- | ----- |
| 1    | Polska          | Stanisław Grędziński, Jan Balachowski, Jan Werner, Andrzej Badeński | 3:03,0   | Q,    |
| 2    | Wielka Brytania | Martin Winbolt-Lewis, Colin Campbell, David Hemery, John Sherwood   | 3:03,6   | Q     |
| 3    | Nigeria         | Mamman Makama, David Ejoke, Musa Dogon Yaro, Anthony Egwunyenga     | 3:05,7   |       |
| 4    | Senegal         | Amadou Gakou, Daour M’baye Guèye, Papa M’Baye N’Diaye, Mamadou Sarr | 3:06,9   |       |

#### Bieg 3
| Poz. | Państwo           | Zawodnicy                                                               | Rezultat | Uwagi |
| ---- | ----------------- | ----------------------------------------------------------------------- | -------- | ----- |
| 1    | RFN               | Helmar Müller, Gerhard Hennige, Manfred Kinder, Martin Jellinghaus      | 3:03,8   | Q     |
| 2    | Trynidad i Tobago | George Simon, Euric Bobb, Ben Cayenne, Edwin Roberts                    | 3:04,5   | Q     |
| 3    | Francja           | Jean-Claude Nallet, Jacques Carette, Gilles Bertould, Christian Nicolau | 3:04,6   | q,    |
| 4    | Kuba              | Carlos Martínez, Eddy Téllez, Miguel Olivera, Rodobaldo Díaz            | 3:05,2   |       |
| 5    | Wenezuela         | Víctor Patíñez, Raúl Dome, Víctor Maldonado, José Jacinto Hidalgo       | 3:07,6   |       |
| 6    | Meksyk            | Melesio Piña, Salvador Medina, Carlos Castro, Francisco Sardo           | 3:08,1   |       |
| 7    | Kanada            | Ross MacKenzie, Brian MacLaren, Bill Crothers, Wes Brooker              | 3:09,6   |       |

### Finał
| Poz. | Państwo           | Zawodnicy                                                                  | Rezultat | Uwagi |
| ---- | ----------------- | -------------------------------------------------------------------------- | -------- | ----- |
| 1    | Stany Zjednoczone | Vincent Matthews, Ron Freeman, Larry James, Lee Evans                      | 2:56,1   | [ 1 ] |
| 2    | Kenia             | Charles Asati, Munyoro Nyamau, Naftali Bon, Daniel Rudisha                 | 2:59,6   | AF    |
| 3    | RFN               | Helmar Müller, Gerhard Hennige, Manfred Kinder, Martin Jellinghaus         | 3:00,5   | [ 6 ] |
| 4    | Polska            | Stanisław Grędziński, Jan Balachowski, Jan Werner, Andrzej Badeński        | 3:00,5   | [ 6 ] |
| 5    | Wielka Brytania   | Martin Winbolt-Lewis, Colin Campbell, David Hemery, John Sherwood          | 3:01,2   | [ 7 ] |
| 6    | Trynidad i Tobago | George Simon, Euric Bobb, Ben Cayenne, Edwin Roberts                       | 3:04,5   |       |
| 7    | Włochy            | Sergio Ottolina, Giacomo Puosi, Furio Fusi, Sergio Bello                   | 3:04,6   | [ 3 ] |
| 8    | Francja           | Jean-Claude Nallet, Jacques Carette, Gilles Bertould, Jean-Pierre Boccardo | 3:07,5   |       |